# 비무기
비무기(費無忌, ? ~ 기원전 515년) 또는 비무극(費無極)은 중국 춘추 시대 초나라의 정치가이다. 간신으로 유명하다.

## 생애
초 평왕(楚平王)의 아들인 태자 건(太子建)의 소부(少傅, 태자의 부스승)을 맡고 있었다. 소부 위의 태부(太傅, 태자의 스승)에는 오사(伍奢)가 있었다. 비무기는 평왕의 명령으로 태자 건의 태자비 간택을 위해 진나라(秦)에 향했다. 태자비가 되는 진나라의 공녀는 몹시 아름다웠다. 비무기는 평왕의 측근으로서 권력을 가질 야심을 품었기 때문에 평왕에게 "진나라 공녀는 대단한 미인이므로 공녀를 대왕의 후궁으로 삼고, 태자에게는 다른 여인으로 태자비로 삼는 것이 좋을 것입니다"라고 했다. 평왕은 진나라 공녀를 후궁으로 삼고, 태자 건에게는 다른 여자를 태자비로 주었다. 이 사건으로 비무기는 평왕의 측근이 되어 권력을 얻었지만, 평왕이 죽고 태자 건이 즉위 하면 비무기는 숙청될 것을 걱정하여, 비무기는 태자 건과 평왕 사이에서 중상 모략하였다. 평왕은 비무기의 말을 믿어 건을 좌천하였다.
하지만 태자 건이 재기할 것을 두려워 한 비무기는 안심하지 못하고, 마침내는 태자 건이 모반했다고 모함을 하였다. 평왕은 비무기의 말을 믿어 오사를 잡고 태자 건도 죽이려고 했지만, 사전에 알았던 태자 건은 송나라에 망명했다. 비무기는 오씨 일족의 보복도 무서워하여 평왕에게 오씨 일족의 주살을 권했다. 오사와 아들 오상은 처형되고, 오자서(伍子胥)는 도망갔다.
이렇게 하여 비무기는 평왕의 최측근이 되어 권력을 휘둘었다. 자신의 정적들을 숙청하였고, 극완(郤宛)도 비무기의 모략으로 살해당했다. 또 초나라의 혼란을 틈을 타고 오나라가 초나라를 침략하였고 그 때문에 백성들은 비무기를 원망했다.
기원전 516년에 평왕이 사망하고 어린아이였던 소왕이 즉위하자, 백성들이 비무기를 원망하는 말이 많아졌다. 다음 해에 영윤(令尹) 낭와(囊瓦)는 민심을 달래기 위해서 비무기를 죽였다.